# Kovács Emil Lajos
Kovács Emil Lajos (Szatmárnémeti, 1967. július 4. –) erdélyi festő.

## Életrajza
Szülővárosában végzett a Művészeti Iskolában, 1985-ben, festészet szakon. Tanára Paul Liviu volt. 1987-től a Szatmári Alkotóház tagja, 2001 és 2009 között ennek elnöke volt. A Nagybányai Északi Egyetem festészeti szakán végzett 2011-ben. Tanárai voltak: Nicolae Suciu, Anghel Negrean és Kovács Bertalan.

## Kiállításai és alkotótábori tevékenysége

### Egyéni kiállításai
- 1996-tól évente Szatmárnémeti
- 2001, 2002, 2006 Csenger[2][3]
- 2003, 2007 Nyíregyháza
- 2004 Kecskemét, Fehérgyarmat, Nagykároly
- 2005 Nyírbátor, Marosvásárhely
- 2007 Felsőbánya, Nagykálló, Budapest
- 2008 Orgovány, Gyöngyös, Budapest
- 2009 Felsőbánya, Székesfehérvár
- 2010 Dunaújváros
- 2011 Budapest, Ópályi
- 2012 Veszprém, Marosvásárhely, Jánok
- 2013 Szepsi, Péder, Tornalja, Szilágysomlyó, Miskolc, Stuttgart, Budakeszi, Nagybánya
- 2014 Budapest, Szeged,[4] Kapnikbánya[forrás?], Színérváralja
- 2015 Budapest, Lőkösháza,[5] Kolozsvár,[6] Debrecen,[7] Pécs, Nagybánya
- 2016 Felsőbánya, Máramarossziget
- 2017 Piliscsaba, Budapest, Kolozsvár, Brüsszel, Gyula, Nyíregyháza, Nagybánya
- 2018 Marosvásárhely
- 2019 Budapest, Nagyvárad, Kolozsvár, Szabadka
- 2020 Magyarkanizsa, Nagykároly
- 2021 Kecskemét
- 2022 Budapest
- 2023 Kolozsvár
- 2024 Debrecen, Marosvásárhely
- 2025 Budapest, Nagykároly

### Közös kiállítások
- 1988 Bukarest
- 1997, 1998, 2000, 2012 Gyulafehérvár
- 1996 Braila
- 1997 Nagyenyed
- 1997 Félix-fürdő
- 2003 Marosvásárhely
- 2003-2012 Orgovány
- 2008 Csenger
- 2011 Gyergyószentmiklós
- 2011 Bécs
- 2014 Nagykároly,[8] Budapest
- 2015 Nagybánya
- 2017 Nyíregyháza, Kolozsvár
- 2018 Verőce, Nagybánya
- 2019 Hévíz, Nagykároly
- 2020 Szolnok
- 2021 Isztambul
- 2022 Nagyvárad, Koltó
- 2023 Kapnikbánya, Budapest, Békéscsaba, Doboz
- 2024 Székesfehérvár, Sarkad, Vésztő, Szeged, Gyula, Esztergom, Győr, Siklós, Budapest
- 2025 Nagybánya, Békéscsaba, Sarkad, Vésztő, Gyula, Budapest

### Alkotótáborok
Béltek, Felsőszelestye, Havasgáld, Súgág, Vámfalu, Avasfelsőfalu, Orlát, Nyíregyháza, Szinérváralja, Orgovány, Mezőmadaras, Hajós, Monó, Hadad, Leptokaria, Söjtör, Miskolc, Nagymegyer, Gelse, Csenger, Kapnikbánya,[forrás?] Felsőbánya, Lakitelek, Szabadka, Somogyvámos, Palics, Vaja[forrás?],Nagytarna, Zakynthos, Tiszalök, Bábolna, Bugac, Hévíz, Erdődhegy, Montenegró, Sólyomkővár, Mezőpanit, Feketeerdő, Nagyszokond, Forrásliget, Vállaj, Evia, Kalonda-tető, Albánia, Zenta, Szatmárnémeti, Négyfalu